# Mesomexovis
Genre
Mesomexovis est un genre de scorpions de la famille des Vaejovidae.

## Distribution
Les espèces de ce genre sont endémiques du Mexique. Elles se rencontrent au Sinaloa, au Nayarit, au Zacatecas, en Aguascalientes, au Jalisco, au Colima, au Michoacán, au Guanajuato, au Querétaro, en Hidalgo, au Veracruz, au Puebla, au Tlaxcala, dans l'État de Mexico, au Morelos, au Guerrero, en Oaxaca et au Chiapas.

## Liste des espèces
Selon The Scorpion Files (13/08/2025) :
- Mesomexovis atenango (Francke & González-Santillán, 2006)
- Mesomexovis caxcan Lira & Gonzalez-Santillan, 2025
- Mesomexovis oaxaca (Santibanez-Lopez & Sissom, 2010)
- Mesomexovis occidentalis (Hoffmann, 1931)
- Mesomexovis punctatus (Karsch, 1879)
- Mesomexovis spadix (Hoffmann, 1931)
- Mesomexovis subcristatus (Pocock, 1898)
- Mesomexovis variegatus (Pocock, 1898)

## Publication originale
- González Santillán & Prendini, 2013 : « Redefinition and generic revision of the North American vaejovid scorpion subfamily Syntropinae Kraepelin, 1905, with descriptions of six new genera. » Bulletin of The American Museum of Natural History, no 382, p. 1-71 (texte intégral).